# Below the Belt (film 2004)
Below the Belt è un film del 2004 diretto da Robert M. Young, distribuito negli USA con il titolo Human Error.

## Produzione
Fu prodotto con un budget stimato di 1.500.000 dollari.

## Distribuzione
Il film fu presentato al Sundance Film Festival il 19 gennaio 2004. Uscì nelle sale cinematografiche USA il con il titolo Human Error, distribuito dalla New Deal Pictures, proiettato in prima a New York il 16 settembre 2005.